# Michael Carrick
Michael Carrick (Wallsend, Tyne and Wear, 28 de julho de 1981) é um treinador e ex-futebolista inglês que atuava como meio-campista. Atualmente comanda o Middlesbrough.

## Clubes

### West Ham United
Ele fez sua estreia pelo West Ham em um empate fora de casa por 1–1 contra o FC Jokerit na Copa Intertoto da UEFA , em 24 de julho de 1999..
Sua estreia na Premier League foi cinco semanas depois, em 28 de agosto, quando substituiu Rio Ferdinand em uma vitória por 3-0 sobre o Bradford City no Valley Parade.
Em novembro de 1999 Carrick foi enviado por um empréstimo de um mês para o Swindon Town e fez seu primeiro jogo a equipe em um empate de 0 a 0 em casa com o Norwich City. Ele marcou seu primeira gol como profissional em uma derrota por 2-1 em casa para o Charlton Athletic , no dia 23 de novembro de 1999. Mais tarde fora emprestado também ao Birmingham onde não marcou nenhum gol.
Carrick voltou ao West Ham na temporada 2000-01, onde jogou 41 jogos em todas as competições que incluiu 33 jogos no campeonato. Carrick recebeu uma proposta de renovação com a equipe, seu novo contrato poderia mantê-lo em Upton Park até 2005.
A temporada 2002-03 foi péssima para Carrick, atormentado por lesões que não deixava o progredir na equipe e ainda por cima o West Ham foi rebaixado da Premier League no final da campanha. Ao invés de deixar o clube, como companheiros de equipe como Joe Cole, Frédéric Kanouté e Jermain Defoe , Carrick ficou com o West Ham durante a temporada de volta a Primeira Divisão, mas no entanto o West Ham não conseguiu avançar a Premier League devido a uma derrota para o Crystal Palace na fase de play-offs e com isso fazendo com o que Carrick deixasse a equipe e fosse para o Tottenham Hotspur.

### Tottenham Hotspur
Em 20 de Agosto, o contrato foi acordado entre West Ham e Tottenham para a transferência de Carrick sujeito a um médico.
Quatro dias depois, a transferência foi oficial, Carrick entrou no clube por cerca de R$ 3,5 milhões após a passagem de um médico. No entanto, apesar de estar em forma, ele foi muitas vezes ignorado pelo então técnico do Tottenham, Jacques Santini e por isso passou a maior parte dos jogos na reserva. Porém com a saída de Santini e a entrada de Martin Jol, Carrick voltou a ser relacionado como titular nos jogos.

### Manchester United
Em 10 de Junho, o Tottenham revelou ter rejeitado uma oferta do Manchester United para Carrick, que foi visto pelo técnico Sir Alex Ferguson como um substituto ideal para o recém aposentado Roy Keane.

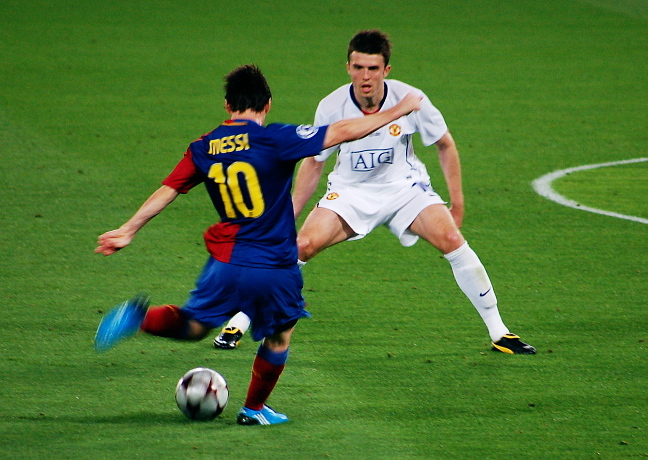
Carrick contra Messi na Final da Liga dos Campeões da UEFA de 2008-09

Em 28 de Julho, o Tottenham anunciou que os clubes chegaram a um acordo para a transferência de Carrick para o Manchester, três dias depois, a transferência foi oficializada, o chefe-executivo do United (David Gill) confirmou a taxa de transferência de £ 14 milhões, potencialmente aumentando para R$ 18,6 milhões, o que tornaria Carrick o sexto jogador mais caro adquirido pelo  Manchester United até a época. Foi lhe dado a camisa de número 16, anteriormente usado pelo ex-capitão Roy Keane. 
Com a chegada de Owen Hargreaves e Anderson no Manchester United, antes da temporada 2007-08 , Carrick admitiu que não estava garantido um lugar equipe titular do United. Ele sofreu uma lesão em outubro de 2007, depois de quebrar o cotovelo em uma vitória em casa contra a Roma na fase de grupos da Liga dos Campeões da UEFA. Como resultado dos ferimentos, ele estaria fora de ação por até seis semanas. Seu retorno veio em 3 de novembro como um substituto para Anderson em um empate 2–2 contra o Arsenal. Embora tenha marcado apenas dois gols na temporada 2007-08, ainda conquistou outro campeonato inglês, enquanto o United venceu o Wigan, no último dia da temporada para evitar que o Chelsea de chegasse ao topo e ainda conquistou o título da Liga dos Campeões da UEFA de 2007-08 em uma final emocionante, vencida no pênaltis contra a equipe do Chelsea. Uma semana após esse título foi oferecido a Carrick um novo de cinco ano, juntamente com os defensores Rio Ferdinand e Wes Brown.
Durante o primeiro jogo da Premier League da temporada de 2008-09 em casa contra o Newcastle United, Carrick foi substituído logo aos 25 minutos, como resultado de uma lesão no tornozelo no empate por 1–1. No dia seguinte, foi confirmado que ele ficar fora por até três semanas que o afastou da final da Supercopa Europeia contra a equipe russa do Zenit que havia vencido a Copa da UEFA na temporada anterior, em 29 de agosto. Seu retorno a ação veio em 13 de setembro em uma derrota por 1-2 para o Liverpool, foi substituído depois de sofrer outra lesão. Três dias depois, foi revelado que ele estaria fora por até seis semanas depois de fraturar um osso do pé durante um choque com Yossi Benayoun. Em 3 de março de 2011, ele assinou um acordo de três anos novo mantê-lo no clube até o final da temporada 2013-14.
Fez uma assistência para Javier Hernández em 26 de dezembro de 2012, contra o Newcastle. Uma passe para gol que deu a vitória ao United de virada por 4–3 no Old Trafford. Na mesma temporada marcou um dos gols na vitória do United por 2 a 0 sobre o Stoke City em 14 de abril de 2013.
Em outubro de 2018, Carrick revelou ter sofrido de uma depressão durante dois anos após o apito final da partida válida pela final da Liga dos Campeões com derrota frente ao Barcelona por 2–0. Ele se sentia culpado em razão da falha cometida no primeiro gol dos catalães ao perder a bola no meio campo e resultar no tento de Samuel Eto'o.

## Seleção Nacional
Carrick recebeu sua primeira convocação para a equipa principal de Sven-Göran Eriksson e que foi também o primeiro jogo deste no comando do English Team, em fevereiro de 2001. Apesar de ser nomeado entre os 31 jogadores para enfrentar a Espanha, foi um suplente não utilizado na vitória da Inglaterra por 3-0, em 28 de fevereiro. Três meses depois, ele fez sua estreia na Inglaterra, substituindo David Beckham como um meia, em um amistoso com vitória por 4-0 sobre o México.
Em 8 de maio de 2006, Eriksson convocou Carrick na lista de 23 para a Copa do Mundo FIFA de 2006, na Alemanha. Ele foi reserva não utilizado em todos os três jogos da Inglaterra à na primeira fase do Grupo B. Carrick jogou apenas um jogo no torneio, uma vitória por 1 a 0 na oitavas de final contra o Equador. O jogo seguinte, pelas quartas de final, ele voltou para o banco contra Portugal, com Owen Hargreaves substituindo-o, o jogo terminou sem gols após o tempo normal e a prorrogação e Portugal venceu por 3-1 na disputa de pênaltis e eliminou a Inglaterra da Copa do Mundo.
Apesar de a Inglaterra, agora com Fabio Capello, ter fracassado nas eliminatórias para a UEFA Euro 2008, e Carrick ter apenas jogado um jogo pelas Eliminatórias da Copa do Mundo de 2010, Michael foi convocado para fazer parte do grupo que disputara a Copa do Mundo 2010, na África do Sul. Durante a competição Carrick ficou no banco e seleção inglesa não passou pela Alemanha, derrotada por 1–4.

## Estatísticas

### Seleção
| Inglaterra | Inglaterra | Inglaterra |
| Anos       | Jogos      | Gols       |
| ---------- | ---------- | ---------- |
| 2001       | 2          | 0          |
| 2002       | 0          | 0          |
| 2003       | 0          | 0          |
| 2004       | 0          | 0          |
| 2005       | 2          | 0          |
| 2006       | 7          | 0          |
| 2007       | 3          | 0          |
| 2008       | 1          | 0          |
| 2009       | 5          | 0          |
| 2010       | 2          | 0          |
| 2011       | 0          | 0          |
| 2012       | 4          | 0          |
| 2013       | 5          | 0          |
| 2015       | 3          | 0          |
| Total      | 34         | 0          |

## Títulos
West Ham United
- FA Youth Cup: 1998–99

Manchester United
- Premier League: 2006–07, 2007–08, 2008–09, 2010–11 e 2012–13
- FA Community Shield: 2007, 2008, 2010, 2011, 2013 e 2016
- Liga dos Campeões da UEFA: 2007–08
- Copa do Mundo de Clubes da FIFA: 2008
- Copa da Liga Inglesa: 2009–10 e 2016–17
- FA Cup: 2015–16[14]
- Liga Europa da UEFA: 2016–17

### Prêmios Individuais
- Football League First Division PFA Equipe do ano: 2003–04
- Premier League PFA Equipe do ano: 2012–13